# Pionio
Il pionio è un atomo esotico costituito da un mesone π+ e da un mesone π⁻. In genere viene a formarsi dall'interazione di un fascio di  protoni accelerati per mezzo di un acceleratore di particelle e un nucleo bersaglio.
Attualmente, si cerca al CERN di misurarne la durata di vita. La cooperazione DIRAC fu capace di rilevare più di 5000 disgregazioni di pionio su un totale di 6,4 x 108 eventi, consentendo così di stabilire la durata di vita entro margini d'errori statistici del 15%. Il gruppo spera di ridurre in futuro questo errore ad appena il 10%.
Nel 2005, la collaborazione NA48/2 al CERN ha trovato un suggerimento utile per produrre il pionio nei decadimenti dei kaoni carichi, studiando lo spettro di massa di coppie di pioni "figli" (daughter) in eventi con pioni allo stato finale, cercando inoltre di trovare la possibilità di misurare le caratteristiche del pionio.
La durata di vita prevista tramite la teoria della perturbazione chirale è di 2,89 × 10−15 secondi. Il risultato dell'esperimento è un test cruciale per le previsioni di QCD a bassa energia.
Il pionio decade principalmente in due mesoni π⁰ e in misura minore in due fotoni.